# 마쓰다이라 요리즈미
마쓰다이라 요리즈미(일본어: 松平頼純)는 이요 사이조 번(伊予西条藩) 초대 번주이다. 기슈번 초대 번주 도쿠가와 요리노부의 삼남, 에도 막부 초대 쇼군 도쿠가와 이에야스의 손자, 제8대 쇼군 도쿠가와 요시무네의 숙부이다. 요리즈미의 형은 요시무네의 아버지이자 기슈 번 제2대 번주 도쿠가와 미쓰사다. 제3대 쇼군 도쿠가와 이에미쓰와 미토번 제2대 번주 도쿠가와 미쓰쿠니에게는 사촌 동생에 해당한다.
| 전임 히토쓰야나기 나오오키 | 제1대 사이조 번 번주 (기슈 마쓰다이라 가) 1670년 ~ 1711년 | 후임 마쓰다이라 요리요시 |